# Blang Luah (Sampoiniet)
Blang Luah is een bestuurslaag in het regentschap Aceh Jaya van de provincie Atjeh, Indonesië. Blang Luah telt 227 inwoners (volkstelling 2010).